# Prisión de Al-Ha'ir
La Prisión de Al-Ha'ir (en árabe: سجن الحاي) es un cárcel de máxima seguridad de Arabia Saudita afiliada a la Mabahith, la policía secreta. La prisión está ubicada a unos 25 kilómetros al sur de Riad.
Se trata del centro penitenciario más grande de Arabia Saudita, el complejo cuenta con instalaciones tanto para los delincuentes comunes como para delincuentes de mayor seguridad, y se dice que alberga una serie de figuras de al-Qaeda. En septiembre de 2003se produjo un gran incendio en Al-Ha'ir en el que sesenta y siete reclusos murieron y al menos veinte resultaron heridos. William Sampson, un hombre británico-canadiense fue supuestamente torturado y mantenido en confinamiento solitario durante 31 meses en esta cárcel, aquí también Mohammad Al-Harbi, un profesor de secundaria saudí que fue acusado de burlarse de la religión fue condenado a tres años de prisión y 750 latigazos.